# 平野郵便局 (大阪府)
平野郵便局（ひらのゆうびんきょく）は、大阪府大阪市平野区にある郵便局。民営化前の分類では集配普通郵便局であった。

## 概要
住所：〒547-8799 大阪府大阪市平野区平野西3-1-5
開局当初は古くからの地名である「平野」を名乗っていたが、1943年（昭和18年）に東住吉区が誕生し、当局が区内全域を郵便区とすることから「東住吉」郵便局に改称した。しかし、1974年（昭和49年）の分区により、同区は東住吉区と平野区とに分割され、当地が平野区に所属することになったため、再度「平野」郵便局に改称されている。大阪市内では、分区に伴う同様の経緯で改称された局に、住之江郵便局（旧・住吉郵便局）、淀川郵便局（旧・東淀川郵便局）がある。

### 併設施設
- ゆうびん局博物館 - 平野町ぐるみ博物館の一つとして、局のコミュニティールームに設置。

## 沿革
- 1873年（明治6年）6月1日 - 平野郵便取扱所として住吉郡平野郷野堂に開設[1]。
- 1875年（明治8年）1月1日 - 平野郵便局（五等）となる[1]。
- 1879年（明治12年） - 為替取扱を開始[1]。
- 1880年（明治13年）6月16日 - 貯金取扱を開始[1]。
- 1897年（明治30年）3月26日 - 平野郵便電信局（三等）となる[1][2]。
- 1903年（明治36年）4月1日 - 通信官署官制の施行に伴い平野郵便局（三等）となる[1][3]。
- 1928年（昭和3年）12月1日 - 等級を三等から二等に改定[4]。
- 1943年（昭和18年）4月1日 - 東住吉郵便局に改称[5]（後に設置の東住吉郵便局とは別）。
- 1948年（昭和23年）12月4日 - 郵便局で取り扱う電話通話事務を除く電話事務を大阪中央電話局に移管[6]。
- 1955年（昭和30年）7月16日 - 川辺郵便局[7]から集配業務を移管。
- 1974年（昭和49年）7月22日 - 東住吉区の分区により当局の所在地が平野区となったことに伴い、再び平野郵便局に改称。平野区域の郵便番号を〒546から〒547へ変更。
- 1981年（昭和56年）8月10日 - 東住吉区内の集配業務を、同日設置された東住吉郵便局に移管。
- 1990年（平成2年）3月23日 - 花の万博の開催に合わせ、大阪市周辺の主な郵便局40局において、風景印を花をかたどった変形印に変更（当局は平野区の花である綿の花）。
- 1998年（平成10年）9月1日 - 外国通貨の両替および旅行小切手の売買に関する業務取扱を開始。
- 2007年（平成19年）10月1日 - 民営化に伴い、併設された郵便事業平野支店に一部業務を移管。
- 2012年（平成24年）10月1日 - 日本郵便株式会社の発足に伴い、郵便事業平野支店を平野郵便局に統合。

## 取扱内容
- 郵便、印紙、ゆうパック、内容証明
- 貯金、為替、振替、振込、国際送金、外貨両替・トラベラーズチェック、国債、投資信託
- 生命保険、バイク自賠責保険、変額年金保険
- 地方公共団体事務（大阪市ごみ処理券の販売、市バス・地下鉄優待乗車証の交付）
- ゆうちょ銀行ATM
- 「547-00xx」区域（大阪市平野区全域）の集配業務
- ゆうゆう窓口

## 周辺
- 大阪市平野区役所
- 大阪府立東住吉高等学校
- 国道309号

## アクセス
- 地下鉄谷町線 平野駅から徒歩約5分
- 大阪シティバス 平野区役所前停留所もしくは平野西一丁目停留所下車
- 阪神高速松原線 平野出入口から南西に約600m
- 南港通沿い
- 駐車場あり:17台